# Mesoleptus attenuatus
Mesoleptus attenuatus là một loài tò vò trong họ Ichneumonidae.